# Los Angeles Film Critics Association Awards 2020
La 46ª edizione dei Los Angeles Film Critics Association Awards si è tenuta il 20 dicembre 2020.

## Premi

### Miglior film
- Small Axe, regia di Steve McQueen
  - 2º classificato: Nomadland, regia di Chloé Zhao

### Miglior attore
- Chadwick Boseman - Ma Rainey's Black Bottom
  - 2º classificato: Riz Ahmed - Sound of Metal

### Miglior attrice
- Carey Mulligan - Una donna promettente (Promising Young Woman)
  - 2º classificata: Viola Davis - Ma Rainey's Black Bottom

### Miglior regista
- Chloé Zhao - Nomadland
  - 2º classificato: Steve McQueen - Small Axe

### Miglior attore non protagonista
- Glynn Turman - Ma Rainey's Black Bottom
  - 2º classificato: Paul Raci - Sound of Metal

### Miglior attrice non protagonista
- Yoon Yeo-jeong - Minari
  - 2º classificata: Amanda Seyfried - Mank

### Miglior sceneggiatura
- Emerald Fennell - Una donna promettente (Promising Young Woman)
  - 2º classificato: Eliza Hittman - Mai raramente a volte sempre (Never Rarely Sometimes Always)

### Miglior fotografia
- Shabier Kirchner - Small Axe
  - 2º classificato: Joshua James Richards - Nomadland

### Miglior scenografia
- Donald Graham Burt - Mank
  - 2º classificato: Sergej Ivanov - La ragazza d'autunno (Dylda)

### Miglior montaggio
- Giōrgos Lamprinos - The Father
  - 2º classificato: Gabriel Rhodes - Time

### Miglior colonna sonora
- Trent Reznor e Atticus Ross - Soul - Quando un'anima si perde (Soul)
  - 2º classificato: Mica Levi - Lovers Rock

### Miglior film in lingua straniera
- La ragazza d'autunno (Dylda), regia di Kantemir Balagov ·  Russia
  - 2º classificato: Martin Eden, regia di Pietro Marcello ·  Italia

### Miglior film d'animazione
- Wolfwalkers - Il popolo dei lupi (Wolfwalkers), regia di Tomm Moore e Ross Stewart
  - 2º classificato: Soul - Quando un'anima si perde (Soul), regia di Pete Docter

### Miglior documentario
- Time, regia di Garrett Bradley
  - 2º classificato: Colectiv, regia di Alexandre Nanau

### New Generation Award
- Radha Blank - The 40-Years-Old-Version

### Miglior film sperimentale/indipendente
- John Gianvito - Her Socialist Smile

### Career Achievement Award
- Harry Belafonte e Hou Hsiao-hsien

### Legacy Award
- Norman Lear